# Бри су Шале
Бри су Шале (фр. Brie-sous-Chalais) је насељено место у Француској у региону Поату-Шарант, у департману Шарант.
По подацима из 2011. године у општини је живело 168 становника, а густина насељености је износила 16,25 становника/km².

## Демографија
| 1962. | 1968. | 1975. | 1982. | 1990. | 2011. |
| ----- | ----- | ----- | ----- | ----- | ----- |
| 215   | 212   | 185   | 167   | 159   | 168   |